# Gennadij Sergeevič Kazanskij
Gennadij Sergeevič Kazanskij, in russo Геннадий Сергеевич Каза́нский? (Voronež, 1º dicembre 1910 – 14 settembre 1983), è stato un regista cinematografico sovietico.

## Filmografia (parziale)

### Regista
- Tajga zolotaja (1937)[1]
- Rimskij-Korsakov (1953)
- Starik Chottabyč (1956)
- Ne imej 100 rublej... (1959)
- Grešnyj angel (1962)
- Snežnaja koroleva (1966)
- Ižorskij batal'on (1972)
- Inžener Graftio (1979)